# Pentti Rokkanen
Pentti Uolevi Rokkanen, född 14 juli 1927 i Helsingfors, död där 26 mars 2016, var en finländsk läkare, specialist i kirurgi och ortopedi.
Rokkanen avlade medicine och kirurgie doktorsexamen 1962. Han verkade 1975–1980 som professor i kirurgi vid Tammerfors universitet samt 1981–1994 som professor i ortopedi och traumatologi vid Helsingfors universitet och överläkare vid Helsingfors universitetscentralsjukhus. Han var 1984–1987 dekanus för medicinska fakulteten vid Helsingfors universitet.
Rokkanens vetenskapliga arbeten spände över ett brett fält av experimentell och klinisk ortopedi och traumatologi. För sina kliniska och vetenskapliga insatser fick han motta ett flertal pris och utsågs till hedersmedlem i Ortopedföreningen i Finland och Kirurgföreningen i Finland.